# テクサー
株式会社テクサー（英: Techsor Inc）は、東京都新宿区に本社があるIoT分野のベンチャー企業。LPWA規格の一つZETAを利用した製品・システムを展開している。

## 概要
センサデバイスの開発、ZETAネットデバイスの販売・開発、IoTプラットホームの開発・販売、アプリケーションの開発・販売を行っている。ZETAアライアンスの日本代表理事、中国アライアンスの創立メンバーでもある。

## 沿革
- 2016年10月 株式会社テクサー創立
- 2017年6月　商店街アプリiLoca公開
- 2017年7月　京都本社移転
- 2017年7月　東京支社浜松町に移転
- 2017年9月　京都市スタートアップ支援ファンドから8社目の投資先企業に選定[1]
- 2017年９月  展示会システム「EXAS」を京都スマートシティエキスポ2017で日本に初めて適用
- 2017年11月 ZETA関連機器の工事設計認証を取得、ZETA LPWA初めて日本に上陸[2]
- 2017年11月 ET & IoT Technology 2017展示会に展示会システムEXAS正式採用
- 2017年12月 「しんきんの翼」投資成約
- 2018年3月　Zifisense社と資本・業務提携
- 2018年6月　ZETAアライアンス[3]を設立[4]、代表理事に
- 2018年8月　スマート農業・水産向きIoTプラットホームでNB Innovation社と業務提携
- 2018年8月　ZETAアライアンス第1回の総会を開催
- 2018年9月　Zifisense、凸版印刷とLPWA事業で協業、日本製ZETAモジュールの製造に合意
- 2018年10月　東京本社に移転
- 2019年1月  Zifisense、アイティアクセスとZETA SERVERライセンス契約を締結、日本で初めてのZETA SERVERサービス展開
- 2019年4月 ZETAアライアンス中国成立[5]、創立メンバーに
- 2019年5月 スマートビルティング事業開始
- 2019年7月 東京建物による不動産管理へのZETA採用[6]
- 2019年10月 R&Dセンター開設
- 2020年3月　上海支社開設
- 2020年3月　TIS社と富山市のIoT実証実験プロジェクトに参加[7]
- 2020年3月　ZETAアプリケーションキットでG-DAS社と業務提携[8]
- 2020年4月　ZETA APP KITの発売発表 - 第1弾として熱中症対策[9]及び換気お知らせキット[10]を発表
- 2020年4月　中国のベンチャーFOURTHWALL社とスマートビルディング事業で業務提携[11]
- 2020年4月　初めてZETA関連のECサイト-ZETA Factory.Shop[12]を発表[13]